# (1649) Fabre
(1649) Fabre est un astéroïde de la ceinture principale.

## Description
(1649) Fabre est un astéroïde de la ceinture principale. Il fut découvert le 27 février 1951 à Alger par Louis Boyer. Il présente une orbite caractérisée par un demi-grand axe de 3,02 UA, une excentricité de 0,05 et une inclinaison de 10,8° par rapport à l'écliptique.

## Compléments